# 多罗格格 (觉罗氏)
多羅格格，清太祖努爾哈赤之玄孫女，其父為穆爾祜，其母為扎魯特蒙古台吉固祿之女。多罗格格嫁給內大臣费扬古為妻，是雍正皇帝正室孝敬憲皇后之嫡母兼生母。
雍正元年（1723年），奉旨追贈為多羅格格，仍遣官致祭。其文曰：
|  | 皇帝諭祭內大臣提督九門步軍統領追封一等公費揚古妻多羅格格之靈曰；因親寵錫，誼莫重於宗支；自近推恩，情尤殷於外族。况柔嘉之令德，炳於生前；宜綸綍之榮施，隆於歿後。爾多羅格格，毓秀銀潢，于歸華胄。從容中禮，響應節之璜琚；婉娩同心，奏諧聲之琴瑟。誕生淑德，位正坤元。實藉芳型，教端內則。茲特崇以典禮，培爾佳城，用揚壺德之徽，聿展中心之貺。嗚呼！懿範徒存，悼褕褘之永隔；松楸式賁，應寵命以常新。爾靈有知，尚其來格。 |